# Wintzingerode
Wintzingerode is een deel van de gemeente Leinefelde-Worbis in het district Eichsfeld in de Duitse deelstaat Thüringen.  Wintzingerode ligt aan de Uerdinger Linie, in het traditionele gebied van het Nederduitse dialect Oostfaals. Wintzingerode ligt niet ver van de grens met Nedersaksen. Tot 2004 was Wintzingerode een zelfstandige gemeente. 